# Tianguá
Tianguá este un oraș în statul Ceará (CE) din Brazilia.